# Toendra

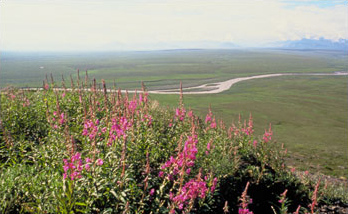
Toendravegetatie aan de kust van Alaska in de zomer

Een toendra is een gebied zonder boom- en struiklaag, grenzend aan een poolgebied. De begroeiing bestaat uit grassen, mossen, korstmossen en dwergstruiken. In de WWF-indeling van 's werelds ecoregio's vormen de toendraregio's het elfde bioom.
Het woord toendra komt uit het Kildin-Samisch, een taal die gesproken wordt op het schiereiland Kola in de Oblast Moermansk in Rusland. Het woord tūndra is de genitief van tundar, "boomloze steppe".

## Beschrijving
Het algemeen klimaat op een toendra is zeer ongunstig voor de groei van hogere planten. De bodem is gedurende minstens negen maanden bevroren of met sneeuw bedekt. Het groeiseizoen is zeer kort en de gemiddelde temperatuur van de warmste maand ligt onder de 10 °C. Tijdens de zomer ontdooit enkel de bovenste laag van de bodem, over een diepte van 30 tot 60 cm boven de permafrost. Hoewel de hoeveelheid neerslag vrij gering is, zijn de meeste bodems op een toendra moerassig. Dit komt doordat het water niet kan wegzinken in de bevroren onderlaag en doordat de verdamping ook zeer laag is. Op vele plaatsen wordt dan ook veen aangetroffen. Typisch voor de toendra zijn ook de polygoonvormige structuurbodems, die ontstaan als gevolg van opvriezing. Als gevolg van de permafrost zijn op veel toendra's palsa's te vinden; de veel grotere pingo's zijn zeldzamer.
Toendra's komen voor in onder andere Rusland, IJsland, Canada, Alaska en Kerguelen. In het zuiden wordt de toendra begrensd door de taiga, althans op het noordelijk halfrond. De toendra komt deels overeen met de klimaatzone waarin het toendraklimaat heerst.
Er bestaan twee soorten toendra: polaire toendra en alpine toendra. Daarnaast is er de overgangsvorm bostoendra, die als een gordel tussen de toendra en de taiga ligt.
De toendra wordt sedert 2000 in toenemende mate geteisterd door natuurbranden.
Op de toendra en de taiga leven bijvoorbeeld wolven, rendieren, bizons en bevers.

## Ecoregio's
Een aantal ecoregio's van het bioom Toendra worden nader beschreven:
1. PA1101, de arctische woestijn
2. PA1110, de toendra van Noorwegen, Zweden en Finland
3. NA1112, de hoge arctische toendra van Groenland
4. NA1113, de lage arctische toendra van Groenland
5. AA1101, de toendra van de Antipoden
6. AN1101, het Antarctisch Schiereiland
7. AN1103, de eilandtoendra van de Scotiazee
8. AN1104, de Antarctische eilanden van de Indische Oceaan